# Tert-Butylate de potassium
Le tert-butylate de potassium ou tert-butanolate de potassium, souvent abrégé t-BuOK, est un composé chimique de formule KOC(CH3)3 utilisé en chimie organique, au titre de base forte mais de mauvais nucléophile. Ces molécules s'arrangent en tétramères formant des agrégats (clusters) à géométrie de type cubane, découvert par Moha El Hamri en 2004.
Cet alcoolate de tert-butanol et de potassium se présente sous forme d'un solide pulvérulent inodore de couleur blanche à jaunâtre. C'est une base forte avec un pKa de l'ordre de 17.
Le tert-butanolate de potassium est disponible dans le commerce en solution dans le tert-butanol ou le tétrahydrofurane (THF), mais on est souvent conduit à le préparer in situ car il vieillit assez mal ; on l'obtient au laboratoire en faisant réagir, sous atmosphère inerte et anhydre, du potassium élémentaire et du tert-butanol HOC(CH3)3, avec dégagement d'hydrogène H2 :
2 K + 2 HOC(CH3)3 → 2 KOC(CH3)3 + H2.
La solution obtenue de tert-butylate de potassium dans le tert-butanol peut être utilisée directement ou être purifiée pour éliminer le solvant, le solide lui-même pouvant être purifié par sublimation à 220 °C et 1 mmHg (environ 133 Pa). Ce composé réagit violemment avec les composés organiques à chaîne courte de type alcool, cétone et ester, ainsi qu'avec le sulfate de diéthyle (C2H5)2SO4 et l'air.  